# Katja Niedermeier
Katja Niedermeier, vollständig Katja Niedermeier-Meissner, (* 6. April 1969 in Arnsberg, Sauerland) ist eine deutsche Buchautorin für Ratgeberliteratur.

## Leben
Niedermeier absolvierte nach dem Abitur am Mariengymnasium Arnsberg zunächst eine Ausbildung zur Europasekretärin und später zur Kommunikationswirtin. Sie arbeitete als Marketing-Assistentin, Pressepromoterin und PR-Managerin. Von 1994 bis 1996 lebte sie in Toronto/Kanada, wo sie nach eigenen Angaben als Vertriebskoordinatorin beim TV-Musiksender MuchMusic tätig war.
2001 machte sie sich als freie PR-Beraterin und Interviewtrainerin selbständig und gründete eine Agentur für Public Relation. Sie coachte Rock-, Pop- und Hip-Hop-Musiker, später auch Führungskräfte und Pressesprecher. U.a. betreute sie Künstler wie Janet Jackson, Rihanna oder Motörhead.
Mit dem Buch Gelassenheit im Job veröffentlichte sie 2012 im Verlag C. H. Beck ihren ersten Ratgeber, in dem sie beschreibt, wie man mit Stress-Situationen im Berufsleben umgehen kann. Der 2017 erschienene Ratgeber Karma-Business verknüpft Coachingmethoden für den beruflichen Erfolg mit Spiritualität.
Katja Niedermeier ist verheiratet und hat eine Tochter.

## Trivia
2017 spielte Niedermeier in der Jubiläumsfolge des Stuttgarter Tatorts Der rote Schatten die Rolle des Mordopfers Marianne Heider.

## Veröffentlichungen
- Gut gelaunt – erfolgreich: Die erstaunliche Macht der Dankbarkeit. C. H. Beck, München 2014, ISBN 978-3-406-66826-5.
- Gelassenheit im Job: Die Entdeckung der Leichtigkeit. C. H. Beck, München 2012, ISBN 978-3-406-63357-7 (Beck kompakt) sowie 2016, ISBN 978-3-406-69017-4.
- Karma Business: So leben und arbeiten Sie glücklicher und erfüllter. C. H. Beck, München 2017, ISBN 978-3-406-70832-9.